# 鱗胸裂腹魚
鱗胸裂腹鱼（学名：Schizothorax lepidothorax）为輻鰭魚綱鯉形目鲤科的其中一種。被IUCN列為瀕危保育類動物，分布於亞洲中國，棲息在中底層水域。